# Dom towarowy Stockmann w Helsinkach

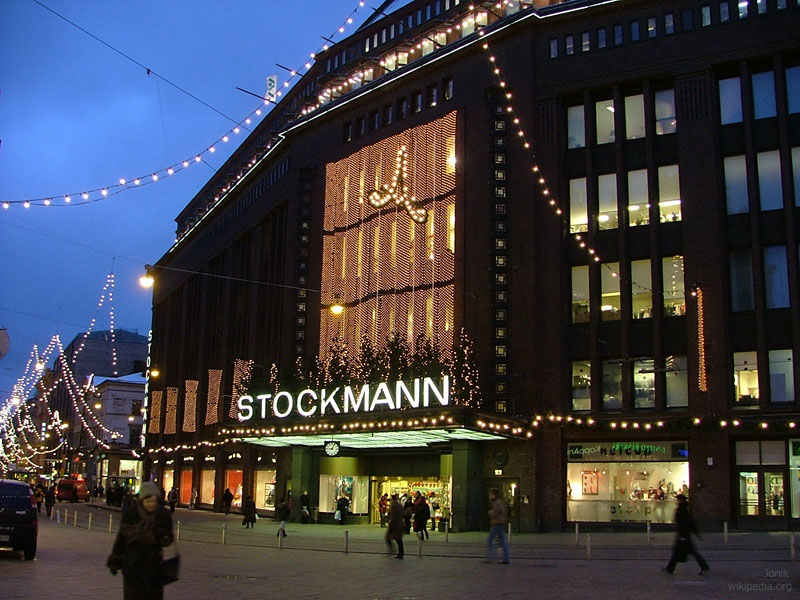
Dom towarowy podczas nocy polarnej w grudniu 2004

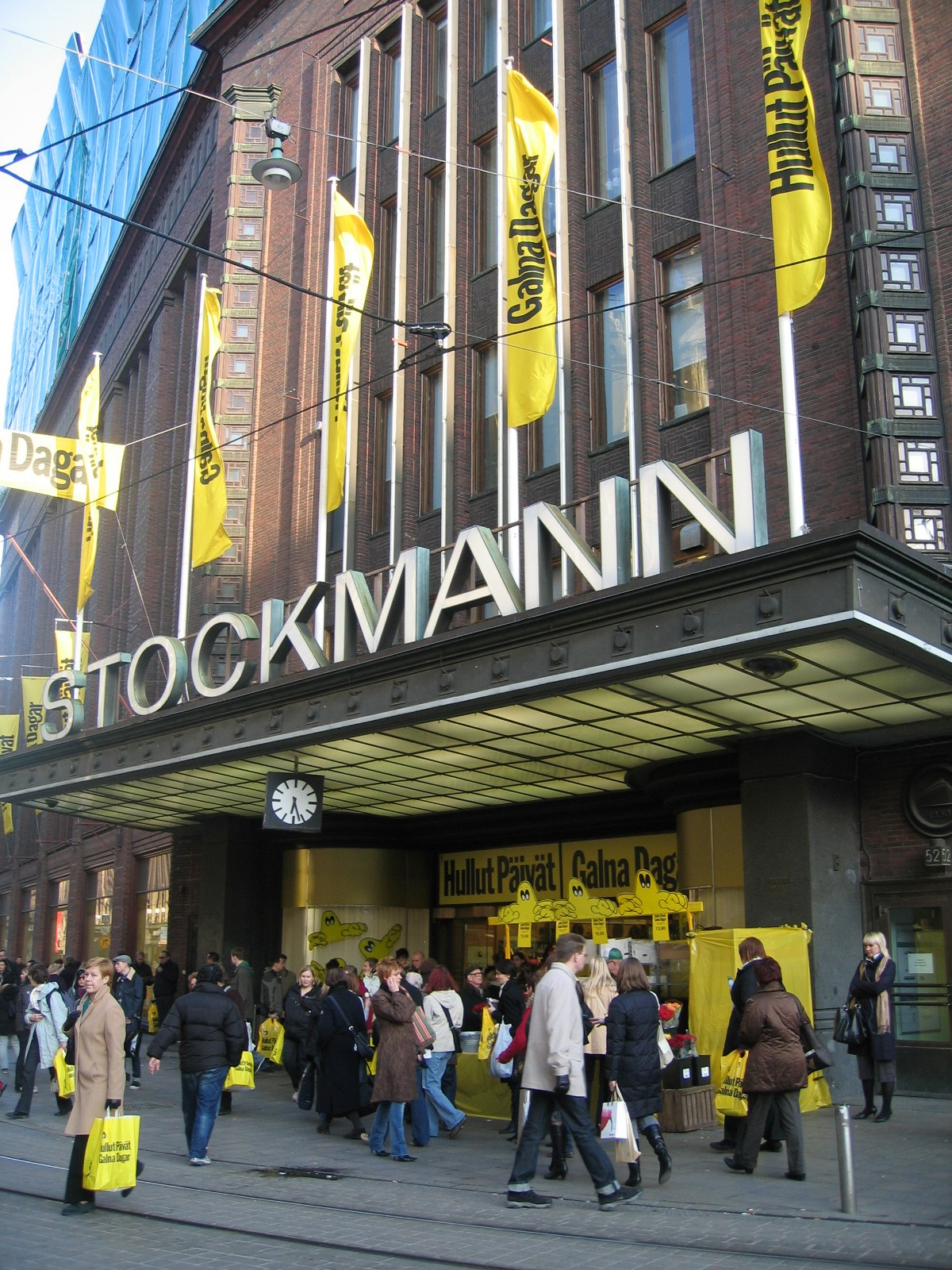
Wejście do domu towarowego podczas "szalonych dni"

Stockmann – dom towarowy znajdujący się w centrum Helsinek między ulicami Aleksanterinkatu i Mannerheimintie. Jest jednym z wielu sklepów sieci Stockmanna. Z roczną liczbą klientów wynoszącą 17 mln jest największym domem handlowym w Finlandii oraz największym w krajach nordyckich pod względem obrotu.

## Historia
Budynek domu towarowego został zaprojektowany przez Sigurda Frosterusa i wykończony w 1930. Rozbudowa budynku, którą prowadzono w latach 2009–2010, była przewidziana przez architekta, który zostawił na nią miejsce. Dom towarowy otworzono przed jego wykończeniem w roku 1926, a sprzedaż prowadzono na trzech z siedmiu pięter. Na otwarciu był obecny prezydent kraju Lauri Kristian Relander. Budynek został uszkodzony w 1944 przez dwie bomby, które spowodowały tylko spalenie archiwum i dwutygodniową przerwę w działalności sklepu. 18 listopada 1958 w domu Stockmanna zrobiono pierwszą audycję telewizji fińskiej.

## Oferta
Stockmann sprzedaje towary markowe, w tym również oferuje asortyment najdroższych firm. W ofercie ma zarówno towary klasy popularnej, jak i luksusowej. Dom towarowy prowadzi również od lat 30. XX w. dużą księgarnię akademicką. Dwa razy w roku odbywają się pięciodniowe wyprzedaże znane jako Hullut Päivät ("szalone dni").

## Dom towarowy w kulturze
- Zegar analogowy przy wejściu do sklepu jest miejscem spotkań.
- W helsińskim slangu miejskim dom handlowy nosi nazwę Stocka.